# 武田氏
武田氏，是日本从平安时代末期到战国时代的武士氏族。本姓是源氏。家系是以清和源氏的一个支系河内源氏下的源義光为始祖的甲斐源氏的宗家。武田氏在安艺国、若狭国存在支系，上总国亦有庶出支系。

## 源流

### 世系
解說：粗體字為家督，黑色線為親生子，綠色線為養嗣子。
```
　　　　　　　 　　　　　　  ①
源
義光

　　　　　　　　 　　　　　　　  ┃
　　　　　　　　 　　　　　　 ②
義清

　　　　　　　　 　　　　　　　  ┃
　　　　　　　　 　　　　　　 ③
清光

　　　　　　　　 　　　　　　　  ┃
　　　　　　 　　　　　　　　 ④
信義

　　　　　　　　 　　　　　　　  ┃
　　　　　　　　 　　　　　　 ⑤
信光

　　　　　　　　 　　　　　　　  ┃
　　　　　　　　 　　　　　　 ⑥
信政

　　　　　　　　 　　　　　　　  ┃
　　　　　　　　 　　　　　　 ⑦
信時

　　　　　　　　 　　　　　　　  ┃
　　　　　　　　 　　　　　　 ⑧
時綱

　　　　　　　　 　　　　　　　  ┃
　　　　　　　　 　　　　　　 ⑨
信宗

　　　　　　　　 　　　　　　　  ┃
　　　　　　　　 　　　　　　 ⑩
信武
　　　　　　　　　　　　　　　　　　　　　　　　安藝武田氏
　　　　　　　　 　　　　　　　  ┣━━━━━━━━━━━━━━━━━━━━━━━━━━━━━━━━┓
　　 　　　　　　 　甲斐武田氏⑪
信成
　　　　　　　　　　　　　　　　　　　　　　　　　　　　　⒈
氏信

　　　　　　　　 　　　　　　　  ┃　　　　　　　　　　　　　　　　　　　　　　　　　　　　　　　  ┃
　　　　　　　　 　　　　　　 ⑫
信春
　　　　　　　　　　　　　　　　　　　　　　　　　　　　　 ⒉
信在

　　　　　　　　 　　　　　　 　 ┃　　　　　　　　　　　　　　　　　　　　　　　　　　　　　　 　 ┣━━┓
　　　　　 上總武田氏　　　　 ⑬
信滿
　　　　　　　　               若狹武田氏　　　　　　　　⒊
信守
━
⒋
信繁

　  　　　 ┏━━━━━━━━━━┫　　　　                      ┏━━━━┳━━━━┳━━━━━━━━━┫
　　　　　
信長
　　　　　     ⑭
信重
　 　　　　穴山氏　　　　　㈠
信榮
 ⒌㈡
信賢
　  ㈢
國信
　　　　　　  ⒍
元綱
　　　　 　　　　
          ┃　　　　　　　　  ┣━━━━━━━━━━┓                      ┏━━━┫　　　　　　　    ┃
真里谷氏　
信高
　　　　　  ⑮
信守
　　　　　　　　  信介　　 　            ㈣
信親
　㈤
元信
　　　　　　 ⒎
元繁

　 ┏━━━┫　　　　　　 　   ┃　　　　　　　　　  ┃　　　　　　　　　　          ┣━━┳━━┓　　   ┣━━━┓
　
信興
　   
道信
　 　　    ⑯
信昌
　　　　　　　　  信懸　　　　　　             ㈥
元光
　
元度
　
元是
  ⒏
光和
　 
下野

　　　　　  ┃　　　　　　　　 ┣━━━┓油川氏　　  ┃　　　　　　　　　　　　　    ┣━━┳━━━━━━━
┫
　　 ┃
　　　　　 
宗信
　　　　   ⑰
信繩
　　
信惠
　　　　　 信綱　　　　　　　　　　　   ㈦
信豐
　
信重
　　　   ⒐
信實
　 
信重
 
　　　　　 ┃　　　　　　 　  ┃　　　　　　　　　   ┃　　　　　　　　　 　　　　   ┣━━┳━━┳━━┓　　　   ┃
　　　　　 
吉信
　　　　　  ⑱
信虎
　　　　　　　　   信友　　　　　　　　　　　    ㈧
義統
　
信由
　
信影
　
信方
　
安國寺惠瓊

　　　　　 ┃ 　　　　　　　  ┣━━━━┳━━┓　　 ┃　　　　　　　　　　　　      ┃
　　　　　 
清信
 　　　　   ⑲
信玄
　　
信繁
　
信廉
　　 
信君
　　　　　　　           ㈨
元明
　　　　
　　 　　　┃　　┏━━┳━━━┫     ┃　　　　　   ┃　　　　　　　　　　　　　
　　 　　 
豐信
 
義信
　
龍芳
　⑳
勝賴
  
信豐
　　　　 (22)信治　　　　　　　　　　　　
　　　　　 　　　　　　┃　　  ┃
　　　　　伊豆武田氏⑴
道
　(21)
信勝

　　　　　 　　　　　　┃
　　　　　 　　　　　⑵信正
                     ┃
                （以下略表不記）
```

### 安藝武田氏
安藝武田氏衰落的原因是接二連三在關鍵戰役與毛利氏交戰敗陣，失去了多名將領，最後步向滅亡的道路。

### 甲斐武田氏
甲斐武田氏第十八代當主武田信虎力克了宗親，遷都甲府：信虎之子武田信玄卻流放父親，自立為家督，並稱霸東海道，意欲上洛統一天下。信玄死後，武田家在武田勝賴領導下，先打敗德川家，後打敗北條家，雖敗給織田家，但是武田家的實力並非削弱太多。武田勝賴便開始武器現代化，竹束也是武田家發明的。並有明顯的成效。但面對織田/德川/北條/的圍攻，方才滅亡。在甲州征伐中被織田信長滅亡，僅傳至二十一代當主武田信勝。

### 若狹武田氏
武田氏曾是該地的大名，當主武田元明成為織田信長部下明智光秀家臣，本能寺之變後戰死而斷絕。但其支系松前氏成为江户幕府松前藩主，一直存续至今。

### 上總武田氏
上總武田氏為武田信滿之子・武田信長開始的家系。
1. 武田信長（武田信滿之子）
2. 武田信高（武田信長之子）
3. 武田道信（武田信高之長子）
4. 武田宗信（武田道信之子）
5. 武田吉信（武田宗信之子）
6. 武田清信（武田吉信之子）
7. 武田豐信（武田清信之子、一説為武田晴信（信玄）之子）

- 真里谷氏

1. 真里谷信興（武田信高之子）
2. 真里谷信勝（真里谷信興之子）
3. 真里谷信清（別名恕鑑、真里谷信勝之子）
4. 真里谷信隆（真里谷信清之庶長子）
5. 真里谷信応（真里谷信清之嫡子）
6. 真里谷信政（真里谷信隆之子）
7. 真里谷信高（真里谷信応之子）

### 其他武田氏分支

#### 因幡武田氏
1. 武田國信
2. 武田高信
3. 武田助信

### 米澤武田氏
1. 武田信清（武田信玄之么子）
2. 武田勝信（武田信清之子）

## 家徽
四型菱是武田家先祖去廟裡祈求戰勝，传说神靈交付他們一副“楯无铠”（日本甲胄中的“楯”指的是盔甲中保护大腿的那一部分，顾名思义，即没有腿甲的铠）和“日之丸御旗”（就是当今的日本国旗样式）。家徽就取自盾无铠的铠甲鳞片上的图案。

## 歷代家督
武田信玄